# Коштинья, Паулу
Паулу Ребело Коштинья Кастро (порт. Paulo Rebelo Costinha Castro; родился 22 сентября 1973 года в Браге, Португалия) — португальский футболист, вратарь. Известен по выступлениям за клубы «Спортинг» и «Униан Лейрия». Участник Олимпийских игр 1996 года в Атланте.

## Клубная карьера
Коштинья — воспитанник клубов «Брага» и «Боавишта». В последнем он был запасным вратарём и не смог дебютировать за команду. По окончании сезона в поисках игровой практики Паулу перешёл в столичный «Спортинг». В составе львов он дебютировал в Сангриш лиге. В 1995 году Коштинья помог клубу завоевать Кубок и Суперкубок Португалии. В 1997 году Паулу перешёл в стан основного конкурента «Спортинга» — «Порту», но там был запасным вратарём и сыграл всего в двух матчах. В 1999 году он присоединился к испанскому «Тенерифе», но и там выходил на поле не регулярно.
По окончании сезона Коштинья вернулся на родину, заключив контракт с «Униан Лейрия». В новом клубе он сразу стал основным вратарём и за шесть сезонов сыграл за команду более 100 матчей. В 2006 году он перешёл в «Белененсиш», где и завершил карьеру спустя три года.

## Международная карьера
В 1993 году в составе молодёжной сборной Португалии Коштинья принял участие в молодёжном чемпионате мира в Австралии.
В 1996 году Коштинья в составе олимпийской сборной Португалии принял участие в Олимпийских играх в Атланте. На турнире он сыграл в матчах против команд Туниса, Бразилии и Аргентины. В первом тайме поединка против аргентинцев Паулу получил травму, поэтому в оставшихся матчах место в воротах занял Нуну.

## Достижения
Командные
 «Спортинг» (Лиссабон)
- Обладатель Кубка Португалии — 1994/1995
- Обладатель Суперкубка Португалии — 1995